# تانقیت
تانقیت (به لاتین: Tanqıt) یک منطقه مسکونی در جمهوری آذربایجان است که در شهرستان قاخ واقع شده است. تانقیت ۱۶۶ نفر جمعیت دارد.